# Калко
Калко је насеље у Италији у округу Леко, региону Ломбардија.
Према процени из 2011. у насељу је живело 3028 становника. Насеље се налази на надморској висини од 284 м.

## Становништво
| 1951. | 1961. | 1971. | 1981. | 1991. | 2001. | 2011. |
| ----- | ----- | ----- | ----- | ----- | ----- | ----- |
| 2.273 | 2.421 | 2.671 | 2.902 | 3.660 | 4.039 | 5.113 |